# Тур Тайюаня
Тур Тайюаня (англ. Tour of Taiyuan) — шоссейная многодневная велогонка, проходящая по территории Китая с 2019 года.

## История
Гонка была создана в 2019 году и сразу вошла в календарь Азиатского тура UCI с категорией 2.2. На момент своего создания стала пятой действующей международной велогонкой в Китае, названной в честь региональных особенностей после Тура озера Цинхай, Тура Хайнаня, Тура озера Тайху и Тура Фучжоу.
В 2020 году гонка была отменена из-за пандемии COVID-19. В 2021 тоже не проводилась.
Маршрут гонки проходит в провинции Шаньси в окрестностях Тайюаня и включает 6 этапов.

## Призёры
| Год  | Победитель     | Второй      | Третий      |          |
| ---- | -------------- | ----------- | ----------- | -------- |
| 2019 | Кэмерон Пайпер | Лука Раджио | Ерун Мейерс |          |
| 2020 | отменено       | отменено    | отменено    | отменено |
| 2021 | отменено       | отменено    | отменено    | отменено |